# Claudia Wieja
Claudia Wieja (* 7. September 1965 in Köln) ist eine deutsche Volkswirtin und Kommunalpolitikerin (Bündnis 90/Die Grünen, bis 2005 SPD). Seit dem 1. November 2020 ist sie Bürgermeisterin der Stadt Lohmar.

## Leben
Wieja wuchs zunächst in Köln-Porz auf und lebt seit 1972 in Lohmar. Am Gymnasium Zum Altenforst in Troisdorf machte sie 1984 Abitur und studierte anschließend Volkswirtschaftslehre an der Universität Bonn. Ab 1990 arbeitete sie im Bereich der Marktforschung und des Produktmanagements sowie seit 2005 als Personalberaterin und zuletzt bei der Wirtschaftsförderung des Rhein-Sieg-Kreises und der Stadt Bonn.
Claudia Wieja ist seit 2011 in zweiter Ehe verheiratet mit dem Grünen-Politiker und ehemaligen Landtagsabgeordneten Horst Becker, hat vier Kinder und lebt in Wahlscheid.

## Politik
Mit 20 Jahren trat Wieja in die SPD ein und wurde 2004 erstmals in den Lohmarer Stadtrat gewählt.
Nach einem innerparteilichen Streit trat sie im Dezember 2004 von ihrem Amt als stellvertretende Vorsitzende der SPD Lohmar zurück und wechselte im Mai 2005 zu den Grünen, deren Stadtverband sie seit 2010 leitet. Seit 2013 ist sie Vorsitzende der Fluglärmkommission des Flughafens Köln/Bonn.
Zur Kommunalwahl 2014 wurde Wieja von ihrer Partei als Kandidatin für die Bürgermeisterwahl nominiert. Sie unterlag mit 30,2 % ihrem Kontrahenten Horst Krybus von der CDU.
Bei der Kommunalwahl am 13. September 2020 kandidierte sie erneut als Bürgermeisterkandidatin und zog mit 39,71 % der Stimmen in die Stichwahl gegen Tim Salgert (CDU) ein, der 41,98 % holte. Die Stichwahl am 27. September gewann sie mit 53,29 % gegen Salgert und ist damit seit dem 1. November die erste Bürgermeisterin der Grünen in der Geschichte der Stadt.